# Romeo and Juliet (film 1916 Noble)
Romeo and Juliet è un film muto del 1916 diretto da John W. Noble. La sceneggiatura di John Arthur, Rudolph De Cordova e John W. Noble si basa sull'omonima tragedia del 1597 di William Shakespeare. Fu una delle numerose versioni di opere shakespeariane distribuite nel 1916 in coincidenza con il trecentesimo anniversario della morte del commediografo.

## Produzione
Alcune scene del film, prodotto dalla Quality Pictures Corporation, furono girate a Brighton Beach, nel quartiere di Brooklyn. Secondo la rivista Variety, il film costò 250.000 dollari.

## Distribuzione
Il copyright del film, richiesto dalla Metro Pictures Corp., fu registrato il 17 ottobre 1916 con il numero LP9354.
Distribuito dalla Metro Pictures Corporation il film uscì nelle sale cinematografiche statunitensi il 19 ottobre 1916.
Copia incompleta della pellicola, mancante di un rullo, si trova conservata negli archivi del George Eastman House di Rochester.